# Чуднов
Чу́днов (укр. Чу́днів; ранее Чуднов-Волынский) — город в Житомирской области Украины. Входит в Житомирский район. До 2020 года был административным центром упразднённого Чудновского района. С 1924 до 2012 года был посёлком городского типа.

## География
Чуднов находится на юге Украинского Полесья, высота над уровнем моря составляет в среднем 220 м.
Город расположен на реке Тетерев, по обоим её берегам, в 40 км к юго-западу от Житомира по направлению к Хмельницкому.
В северной части города протекает река Будычина, где и впадает в Тетерев
Исторический центр Чуднова находится в 4 км от железнодорожной станции Чуднов-Волынский (линия Казатин—Шепетовка Юго-Западной железной дороги).
Чуднов находится во втором часовом поясе (восточноевропейское время). Смещение относительно Всемирного координированного времени составляет +2:00 зимой (EET) и +3:00 летом (EEST). До 1990 года, как и на всей территории УССР, в Чуднове применялось время 3-го часового пояса (московское декретное время).

## История

### Первые поселения
Территория Чуднова заселена с давних времен, о чём свидетельствуют находки орудий труда бронзового века. Следовательно, первые поселения на территории современного Чуднова уже были во II в. до н. э. На территории современного парка «Тетерев» сохранились остатки земляных укреплений, типичные для древнерусских городищ IX—XII веков. Вероятно, Чуднов был одним из тех потетеревских городов, о которых упоминается в Ипатьевской летописи 1257 года.

### XV—XVII века
Первое документальное упоминание о Чуднове относится к 1416 году, в котором упоминается, что жители Чуднова дают с земли Дедковичины три ведра мёду в Киево-Софийский собор. В то время в Чуднове был замок и город, в котором собирались годичные ярмарки на день св. Петра.
В 1471 году в люстрации Киевской земли, произведенной после упразднения самостоятельного Киевского удельного княжества, в Чуднове упомянут замок, вооруженный 3 пушками и 2 пищалями; в нём хранились значительные запасы провианта и жили замковые слуги. Было 53 (в некоторых изданиях 23 или 63) корчмы, вносивших по полкопи (30) грошей (годовой прибыли). В городе жили вольные люди и мещане. Отмечалось, что в городе много людей, все мещане ходили на толоку (одноразовую безвозмездную работу). Было 2 «паробки» с женами и детьми и неплохим хозяйством (20 волов, 6 коров, 15 свиней, гуси; пахотная земля, выращивали рожь, пшеницу, овес). Землепашцев было 32 двора, каждый платил по 20 грошей подати. Много было новопоселенцев, которые до определенного времени освобождались ото всех налогов; мыта получалось в год 10 коп грошей. В то время к Чуднову было приписано 7 сел (Сопогов (то есть Сапоговое, совр. Мирополь), Тетеревка (очевидно совр. Тетеревское Житомирского района), «Сипелевци», «Паневци», Гриневцы (село Малобратальевского сельсовета Любарского района), «Яворовци» (вероятно, с. Яворовка Новоград-Волынского района), «Напату») и 8 бортных земель (4 платило дань медом на город, а 4 — на церковь), которые давали 18 ведер меда в год и несли надлежащие городские службы.
27 ноября 1507 года великий князь Литовский Сигизмунд I подарил всю Чудновскую волость в потомственное владение великому гетману литовскому князю Константину Острожскому «со всим правом и панством», отмечалось право отдать, продать, заменить, расширить имение и к своему лучшему повернуть, как сам посчитает лучше. Вероятно, старый замок был разрушен и город опустошён во время набега Менгли-Гирея 1480 года, потому что в дарственной грамоте Сигизмунд I разрешает князю Острожскому «осадити место, збудовати замок, мети: мыто, торг и корчмы», а также восстановить ярмарки — всё так, как было некогда при великом князе Казимире и при Киевском князе Семёне Олельковиче. В дальнейшем Чудновский замок был в числе крупнейших среди владений князя Острожского.
При дележе имений между сыновьями кн. Константина Ивановича Острожского Чудновская волость досталась на долю Илии Константиновича и в 1542 признана собственностью его дочери Гальшки Илииничны и отдана во владение её матери, вдовы князя Илии, Беаты, которая владела ею ещё в 1552.
После смерти княжны Гальшки имения, принадлежавшие ей, в том числе Чудновская волость, перешли во владение её дяди, князя Василия Константиновича Острожского, который в 1585 году подарил эту волость жене своего сына Януша, княгине Сусанне; в то время Чуднов делился на две части: Чуднов старый, лежавший около замка, и «Новое место новоосаженное»; к Чуднову относилось 45 сел. Следы замка князей Острожских сохранились на горе у плотины в виде четырёхугольного вала.

### Наибольший гнет и восстания против него
После Люблинской унии 1569 года Чуднов оказался в составе шляхетской Польши, был усилен социальный, национальный и религиозный гнет. В 1593 году жители принимали активное участие в крестьянско-казацком восстании, предводителем которого был гетман Криштоф Косинский, однако польским войскам удалось нанести восставшим серьезное поражение, после чего князь Януш Острожский владел Чудновым до смерти (1621), затем имения его перешли по наследству к князьям Заславским.
Однако в 1648 году при активном участии жителей в Освободительной войне украинского народа 1648—1654 гг. под руководством Богдана Хмельницкого Чуднов был взят казаками, которые в 1651 разгромили под Чудновом отряд татар, возвращавшийся из-под Берестечка и грабивший страну.
В 1654 году польские войска снова заняли Чуднов. Казаки пытались выполнить контрнападение, но потерпели поражение. Вскоре, когда на помощь Богдану Хмельницкому отправлялся Василий Шереметев, казаки, в союзе с Московским царством, снова заняли город, однако удержать позиции в который раз не удалось.

### Чудновская битва
В 1660 боярин Шереметьев с московскою ратью отступил из Любара к Чуднову; он приказал сжечь город и заперся в укреплённом лагере; осаждённый польскими войсками, он отсиживался с 4 по 23 октября, поджидая помощи от гетмана Юрия Хмельницкого, но тот сдался полякам. Теснимый голодом, Шереметьев вынужден был сложить оружие и захвачен был в плен татарами, союзниками поляков. Поляки заняли Чудновский замок, и заключили в нём договор с гетманом Юрием Хмельницким, по которому возобновлены были статьи Гадячского договора.
9 августа 2011 года в урочище Шабелянка возле Чуднова открыт мемориал «Чудновская битва». Он имеет вид несколькометровой гранитной часовни, в которой находится древний крест, сохранившийся со времен Чудновской битвы.

### Восстановление и развитие города
После прекращения рода князей Заславских имения их, переходя из рук в руки, достались наконец во второй четверти XVIII века князю Янушу Сангушко, который в 1753 продал Чудновское имение, в состав которого входили 5 местечек и 92 села, князю Теодору Любомирскому, старосте Богуславскому.
От Любомирских имение перешло к Адаму Понинскому, который выхлопотал в 1777 для Чуднова привилегию, устанавливавшую 5 годичных ярмарок. Около 1780 Чуднов купил Прот Потоцкий, посвятивший всю жизнь и громадное состояние неудавшимся попыткам развить в крае торговлю и промышленность; он учредил в Чуднове цехи: портняжеский и кушнирский, построил обширные склады товаров древесных и железных привозимых из Полесья, и устроил в окрестности несколько заводов железоплавильных и поташных.
После ликвидации дел Потоцкого в конце XVIII столетия Чуднов перешел во владение Ржевусских, последний из которых, граф Генрих Ржевусский, известный польский писатель, умер в Чуднове в 1866 году. У его дочерей имение купил доктор Четыркин, наследникам которого имение принадлежало в конце XIX века.
В 1792 году Чуднов стал уездным городом учрежденного тогда Изяславского наместничества, в 1795 уезд был причислен к Волынскому наместничеству, а затем Волынской губернии. В 1800 упразднён и вошёл в состав Житомирского уезда.
Герб Чуднова (уездного города Волынского наместничества) утвержден 22 января 1796 года.

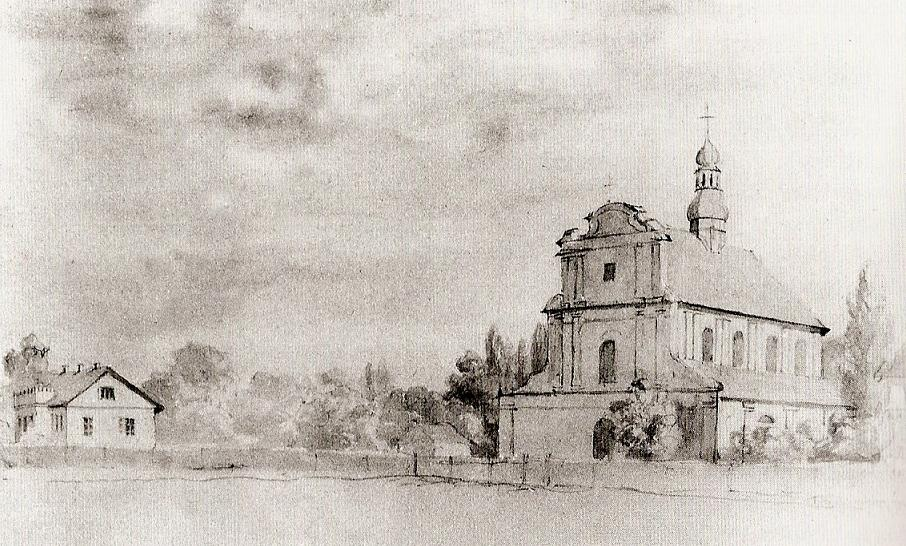
Костел в Чуднове, Наполеон Орда

С XIX века Чуднов занимал значительное место в торговле сельскохозяйственными продуктами
На рубеже XIX—XX веков вблизи Чуднова был сооружен памятник императору Александру III около места его прогулки в сентябре 1894, уничтоженный в 1960-х годах.
В начале XX века в местечке Чуднове-Волынском было

Вместе с предместьями 10472 жителя (5220 мужчин и 5252 женщины); почти половина — евреи. 4 православных и 2 католические церкви, синагога, народное училище, 2 мельницы, до 300 лавок, 535 ремесленников, 12 ярмарок. Один из важнейших в юго-западной части Волынской губернии рынков по торговле хлебом, скотом и лесом. Вблизи станция Юго-западных железных дорог, железнодорожный мост через реку Тетерев, и около него памятник императору Александру III. В местечке и близ него 3 больших городища и 4 кургана (неисследованных); найдены 4 клада (польских, русских и германских монет).
В 1923 году Чуднов стал центром тогда же созданного Чудновского района.
В 1924 году статус города был изменен на статус поселка городского типа.
После начала Великой Отечественной войны 8 июля 1941 года немецкие войска прорвались в район Чуднова, после чего их контратаковали сводные отряды из состава подвижной группы генерал-майора С. Я. Огурцова и 4-го механизированного корпуса РККА, которые сумели выйти на южную окраину Чуднова и перерезать шоссе, однако в дальнейшем населенный пункт был оккупирован немецкими войсками.
6 сентября 2012 года Постановлением Верховной Рады Украины посёлку городского типа Чуднову придан статус города районного значения.

## Население
| 1897  | 1959 | 1970 | 1974 | 1979 | 1984 | 2001 | 2008 | 2011 | 2012 | 2013 | 2014 |
| ----- | ---- | ---- | ---- | ---- | ---- | ---- | ---- | ---- | ---- | ---- | ---- |
| 10500 | 5903 | 6430 | 6600 | 7390 | 7900 | 6450 | 5800 | 5650 | 5782 | 5794 | 5814 |

### Языковой состав
Родной язык населения по данным переписи 2001 года:
| Язык       | Численность, чел. | Доля     |
| ---------- | ----------------- | -------- |
| Украинский | 6 311             | 97,84 %  |
| Русский    | 121               | 1,88 %   |
| Другое     | 18                | 0,28 %   |
| Итого      | 6 450             | 100,00 % |

## Экономика
Развивается пищевая промышленность, работают следующие предприятия:
Чудновский спиртовой завод, ДП «ЖЛГЗ» (Чудновский филиал);
Чудновский хлебозавод, предприятие «Харчовик» ("Пищевик");
Чудновский деревоперерабатывающий завод (ТОВ «НОР ТУН»);
Торфяное предприятие;
В городе работают три оператора сотовой связи стандарта GSM: «Киевстар», «life:)», «МТС Украина», услуги на базе CDMA2000 1X, а также беспроводной доступ в Интернет по технологии EV-DO Rev A и частично EVDO Rev B+ предоставляет оператор «Интертелеком».

## Памятники культуры, архитектура

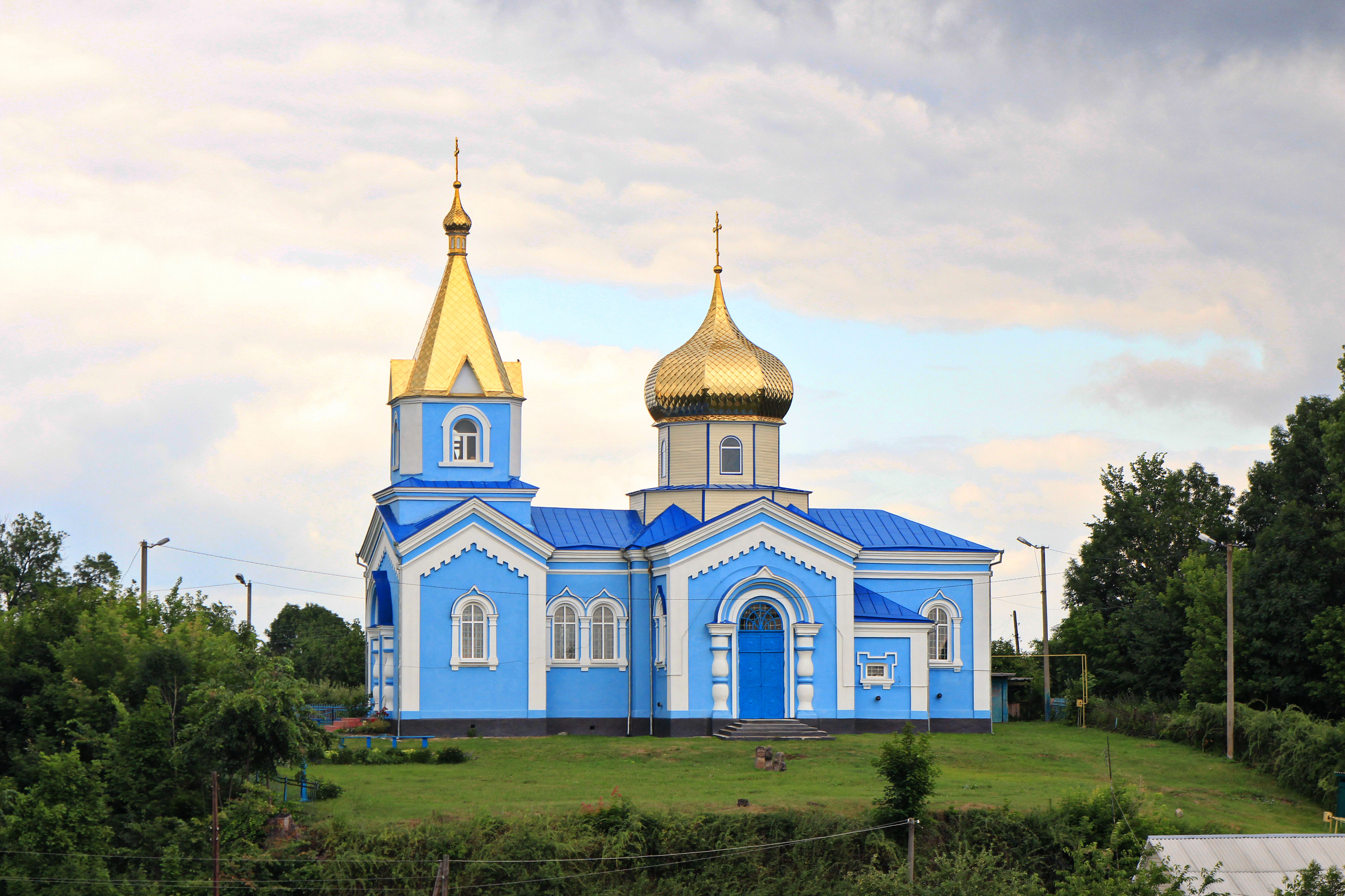
Церковь во имя Рождества Богородицы

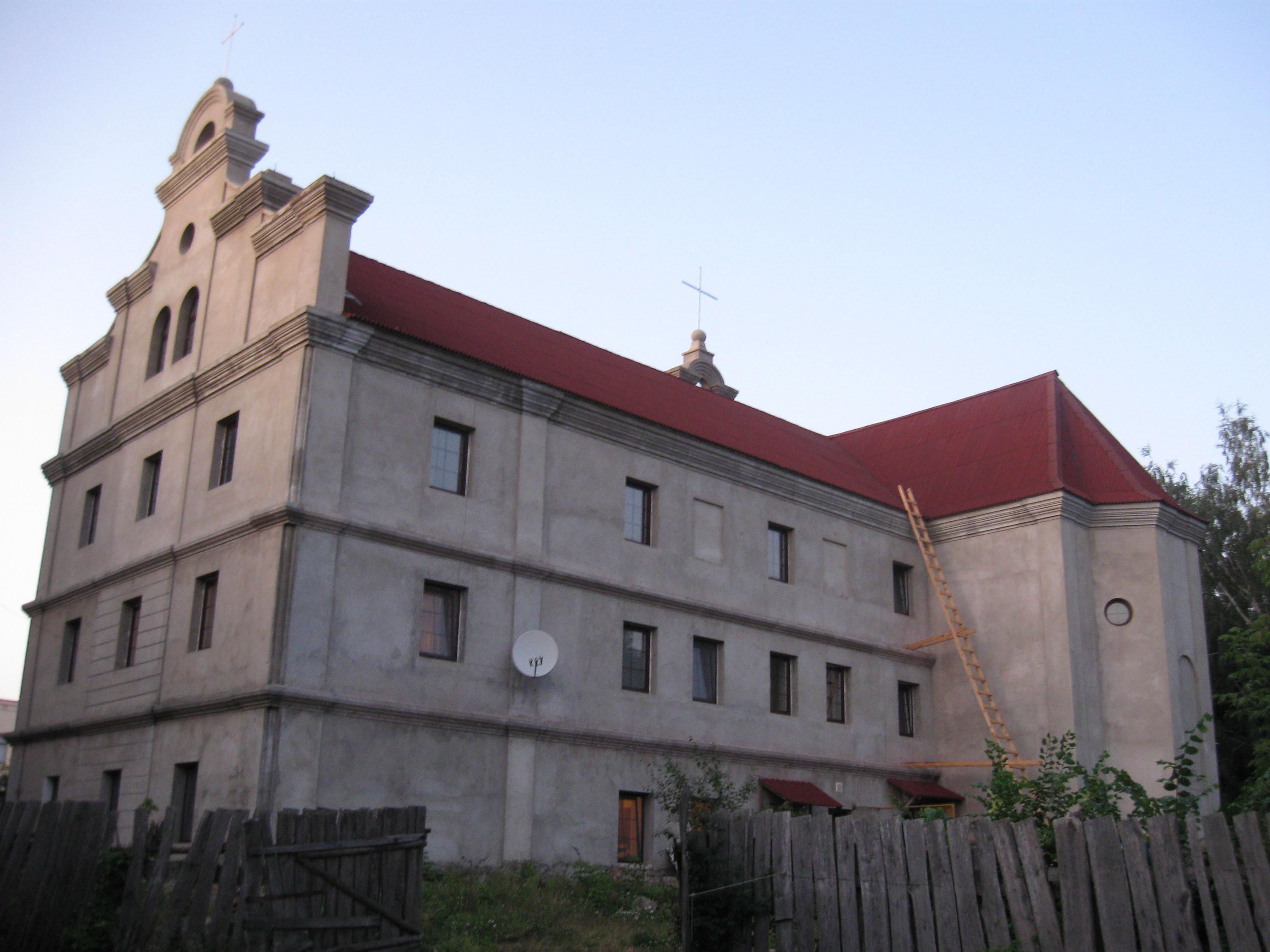
Костёл в Чуднове

В Чуднове расположены четыре православные церкви: сведения об их создании не ранее XVIII века . Также в Чуднове действует община Украинской Греко-Католической Церкви.
- Церковь во имя Воскресения Христа, расположена в центре города, была построена в 1780 году.
- Церковь во имя Святых Петра и Павла была построена в 1769 году, очевидно, вместо другой, более древней;
- Церковь во имя Рождества Богородицы, построенная в 1772 году;
- Церковь во имя Святой Троицы, построенная в 1878 году вместо прежней, неизвестно когда построенной.
- Также в Чуднове есть каменная католическая церковь (костёл), построенная в 1760 году епископом Горчинским, вместо предыдущей деревянной, которая была построена в XVII веке и сильно повреждена во время казацких войн.[35]

В урочище Шабелянка 9 августа 2011 года был открыт мемориал «Чудновская битва» в честь погибших в битве 1660 года..